# Veronika Erjavec
Veronika Erjavec (Postojna, 30 de diciembre de 1999) es una tenista eslovena.

## Carrera
Erjavec ganó su primer título WTA, en dobles junto a Dalila Jakupović, en el 125 de Iasi 2023. En el torneo derrotó a Jessy Rompies y Yashina en cuartos de final, a Danka Kovinić y Laura Pigossi y en la final a Irina Bara y Monica Niculescu.
En 2024 participó junto a Darja Semeņistaja en el 125 de Canberra. En primera ronda del torneo vencieron a Emiliana Arango y Katarina Zavatska, en cuartos de final a Jodie Burrage y Jil Teichmann, en semifinales a Alana Parnaby y Ivana Popovic y derrotaron a Kaylah McPhee y Astra Sharma en la final.
Llegó a su primera final individual en el 135 de Cali, al vencer a Chloé Paquet en primera ronda, a Francesca Jones en segunda ronda, a Jazmín Ortenzi en cuartos de final, a Panna Udvardy en semifinales y perdió la final contra Irina-Camelia Begu. También participó en los dobles del torneo junto a Kristina Mladenovic, donde vencieron en cuartos de final a Daria Lodikova y Noelia Zeballos, en semifinales a Alicia Herrero Liñana y Melany Krywoj y derrotaron a Tara Würth y Katarina Zavatska en la final.
En 2025 tuvo su debut en Grand Slam en el Australian Open 2025, donde perdió contra Suzan Lamens en primera ronda.